# Fleury-Mérogis
Fleury-Mérogis è un comune francese di 9 141 abitanti situato nel dipartimento dell'Essonne nella regione dell'Île-de-France.

## Società

### Evoluzione demografica
Abitanti censiti